# Lagunes del Tero
Les lagunes del Tero sont un ensemble de lagunes endoréiques saumâtres, situées en Patagonie argentine, dans la province de Santa Cruz.
Elles se trouvent sur le plateau semi-désertique de Patagonie, quelque 35 km au nord du confluent entre le río Coig et son affluent le río Pelque, dans la zone bordant la rive gauche ou orientale de ce dernier. Certaines de ces lagunes, comme la lagune Figueroa, sont d'un accès assez facile, car situées à peu de distance à l'est de la bonne route provinciale 5 qui relie la région de Río Gallegos à celle d'El Calafate, c'est-à-dire la route nationale 3 avec la route nationale 40.

## Lagunes principales
- la lagune Figueroa
- la lagune del Oro
- la lagune Las Acollaradas
- la lagune Pedro
- la lagune Ignacio

Dans la même zone se situent les Bañados ou marécages du río Pelque.

## Faune
Les lagunes del Tero se caractérisent par une intéressante biodiversité et hébergent de nombreux oiseaux.
Sur les plans d'eau, on peut voir évoluer l'ouette de Magellan (Chloephaga picta), le cygne à cou noir (Cygnus melanocorypha), le canard huppé (Lophonetta specularioides), le canard spatule (Anas platalea), le canard de Chiloé (Anas sibilatrix), le flamant du Chili (Phoenicopterus chilensis), le grèbe mitré (Podiceps gallardoi), le canard huppé (Lophonetta specularioides), le bécasseau à croupion blanc (Calidris fuscicollis), et d'autres espèces d'oiseaux aquatiques endémiques ou migratoires. 

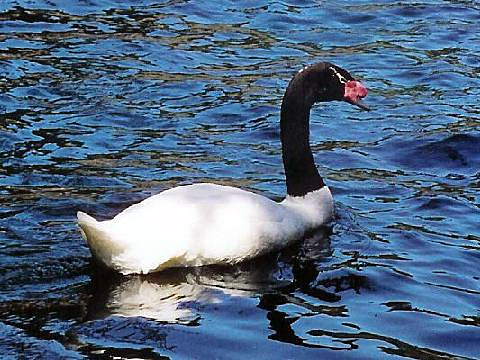
Cygne à cou noir (Cygnus melanocorypha)
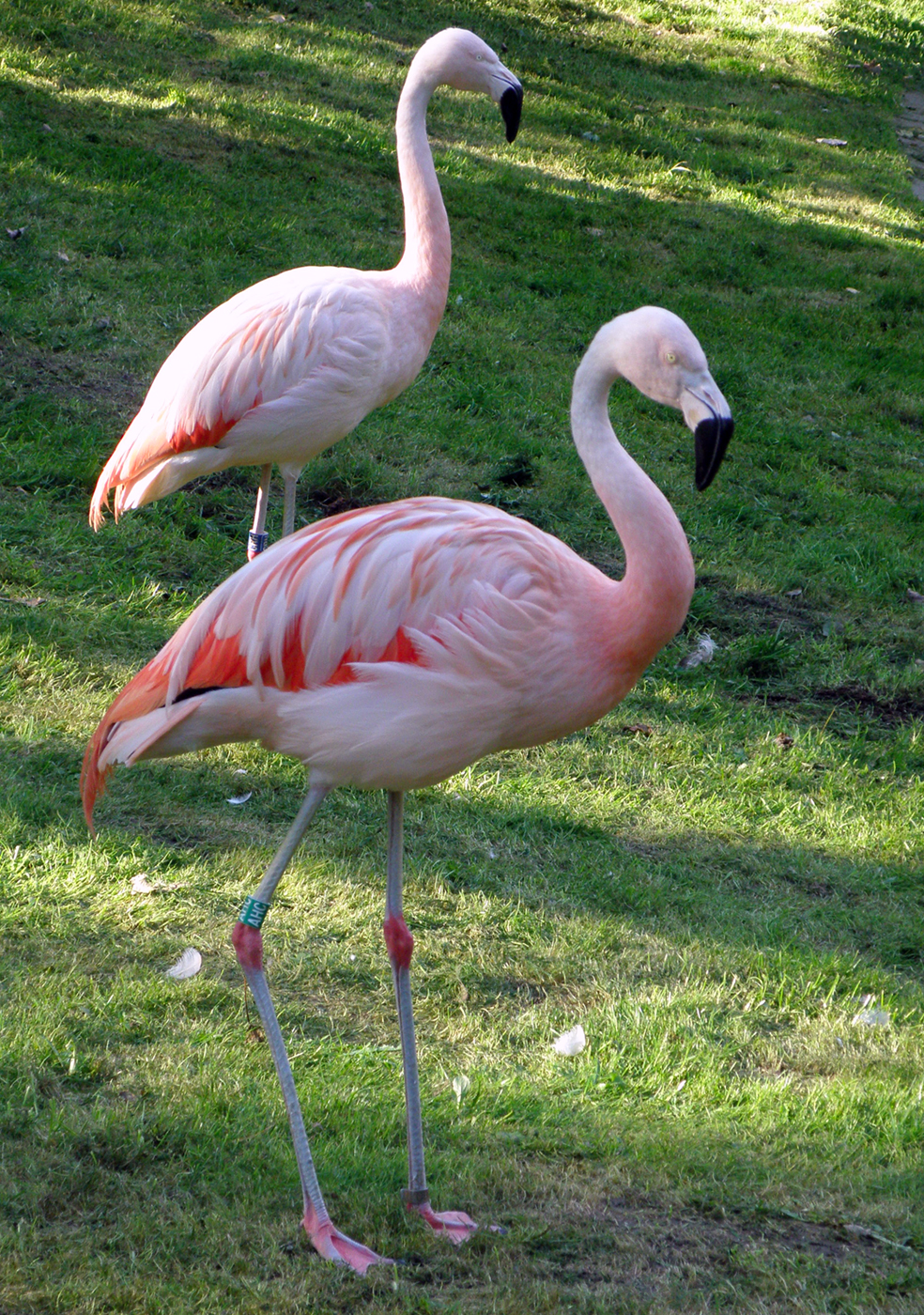
Flamants du Chili (Phoenicopterus chilensis)
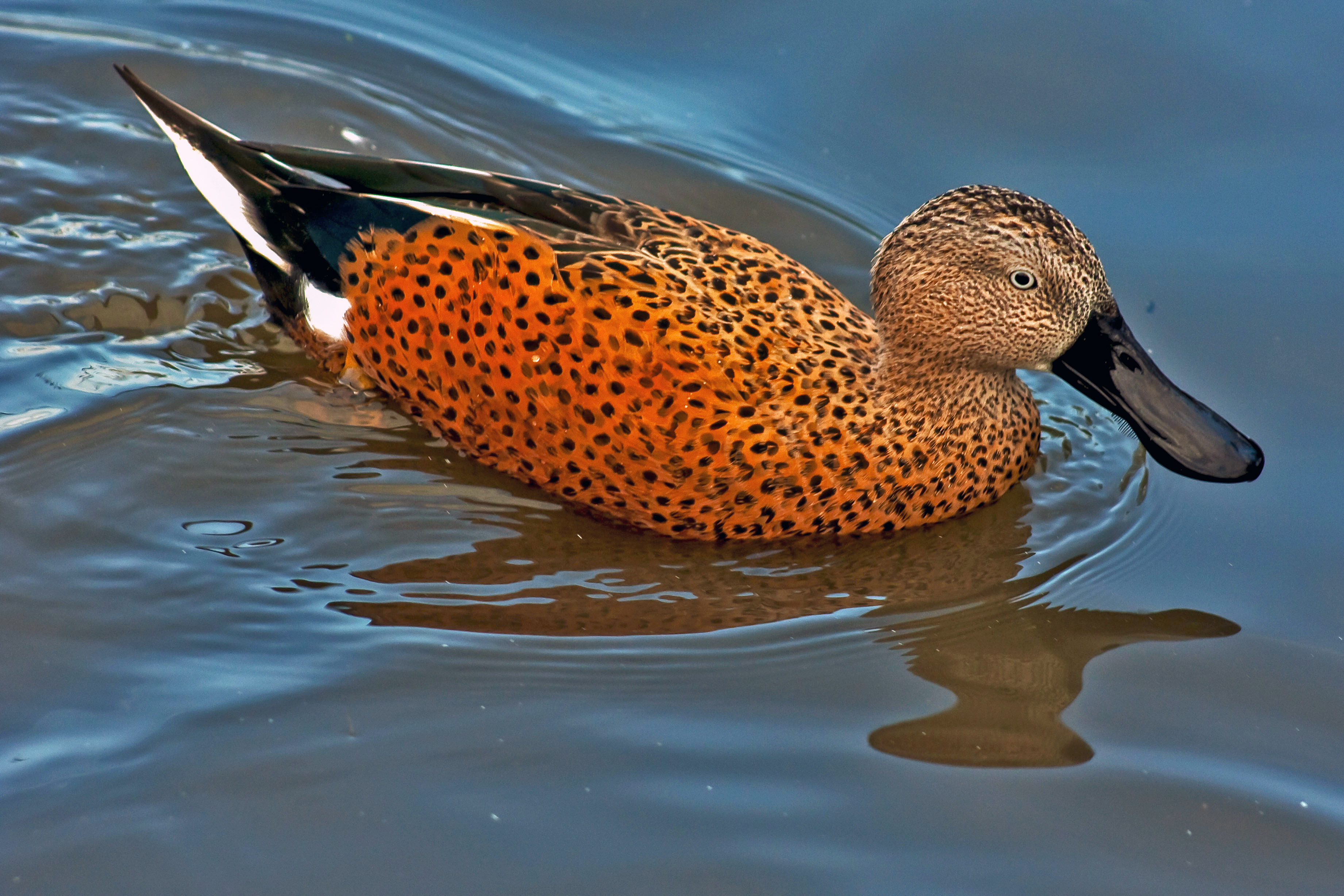
Canard spatule (Anas platalea)

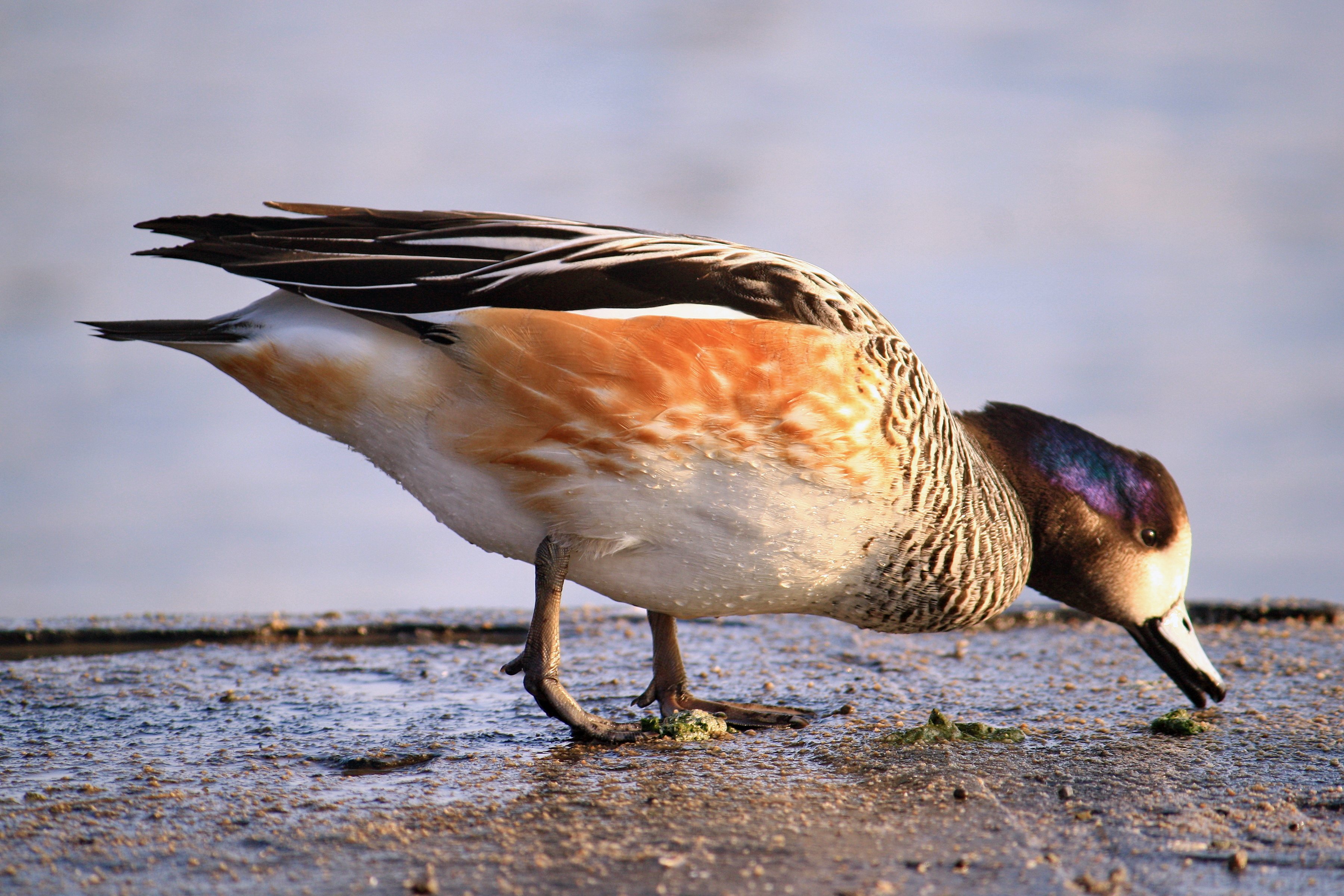
Canard de Chiloé (Anas sibilatrix)
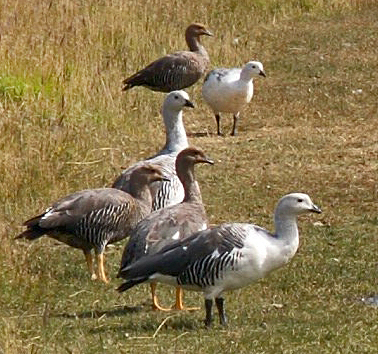
Ouettes de Magellan (Chloephaga picta)
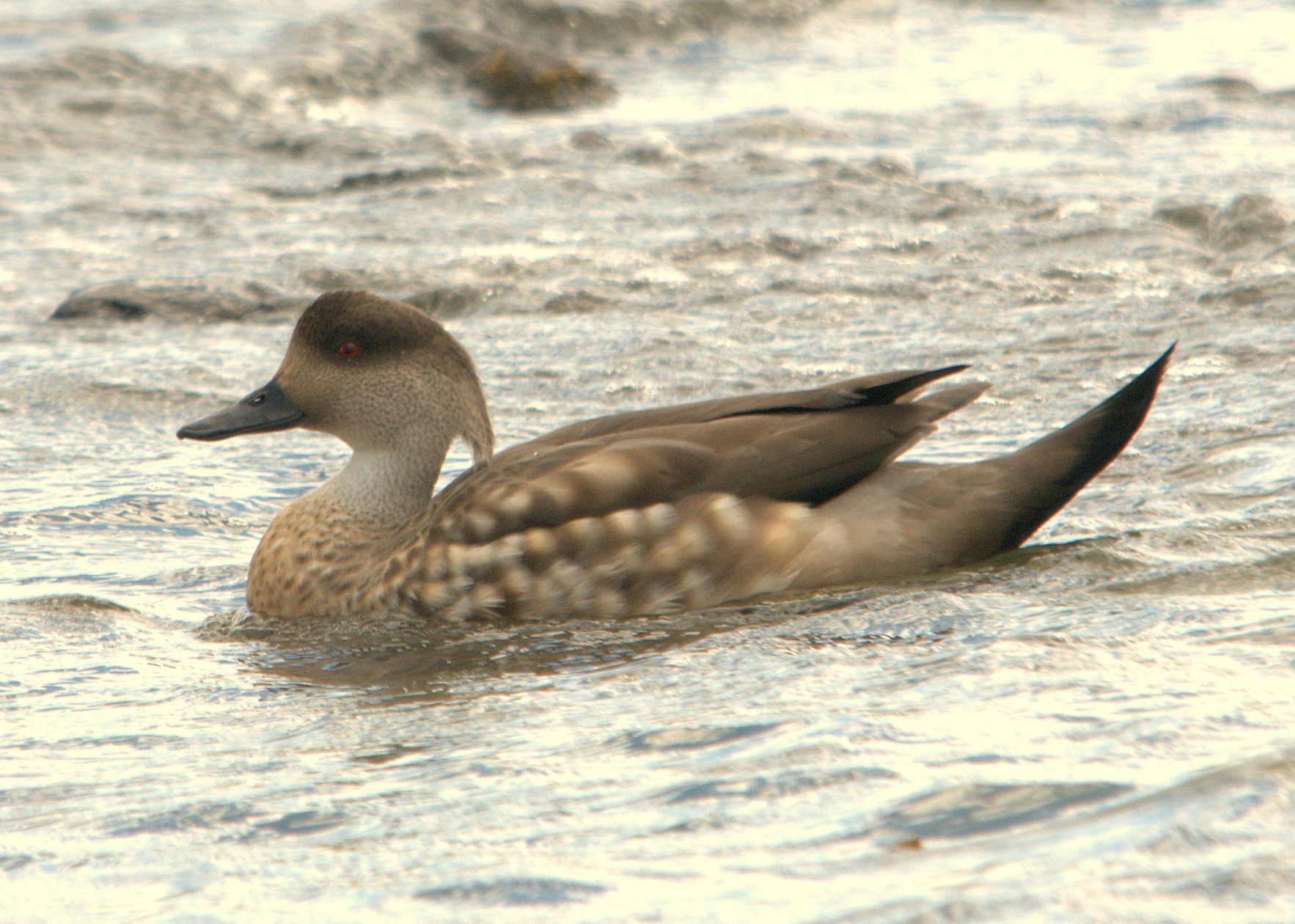
Canard huppé (Lophonetta specularioides)

On y trouve aussi diverses espèces de passeriformes palustres comme le carouge galonné (Agelaius thilius), le troglodyte à bec court (Cistothorus platensis) et le tyranneau omnicolore (Tachuris rubrigastra).

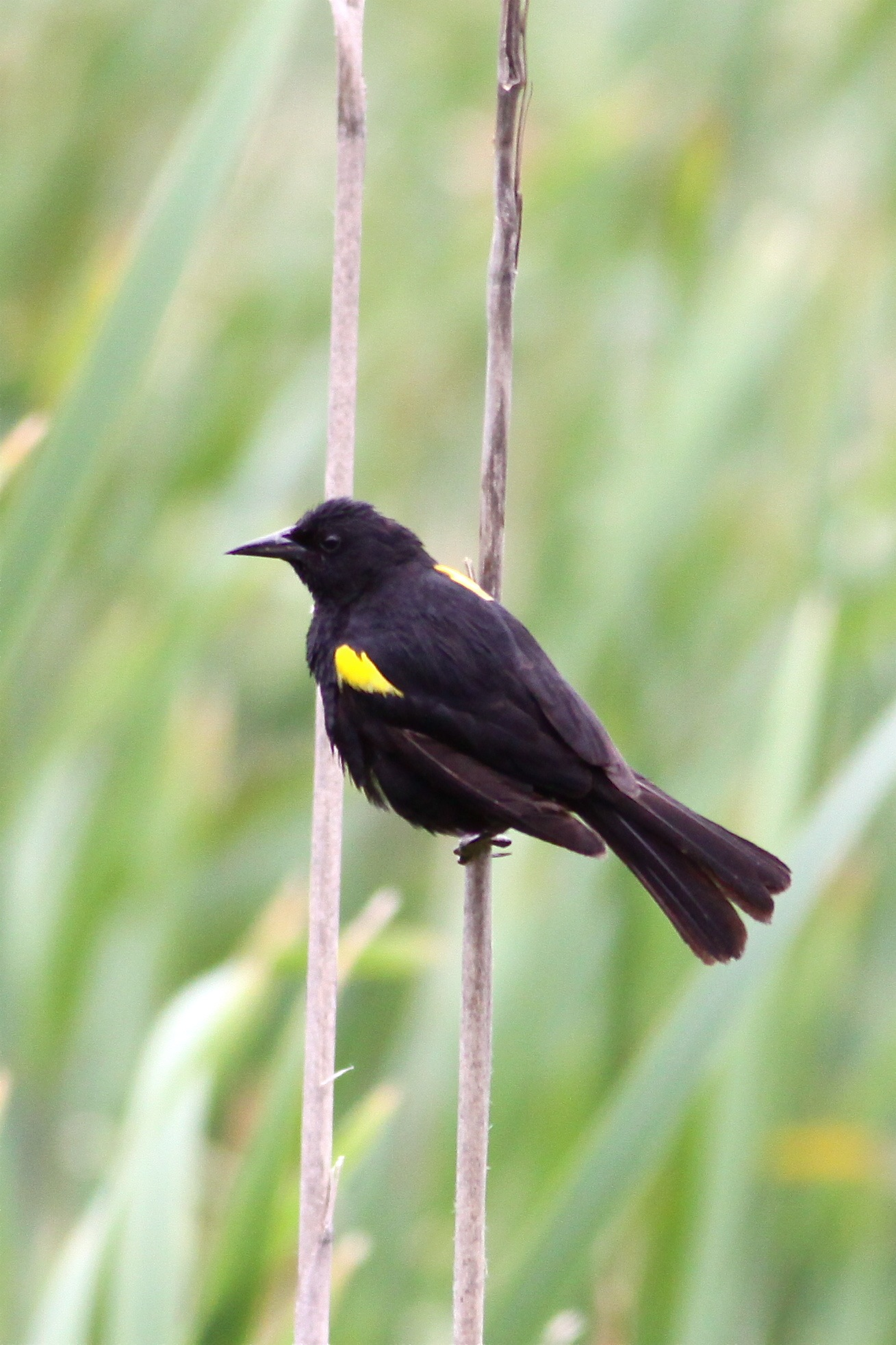
Carouge galonné (Agelaius thilius)
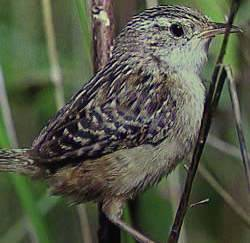
troglodyte à bec court (Cistothorus platensis)
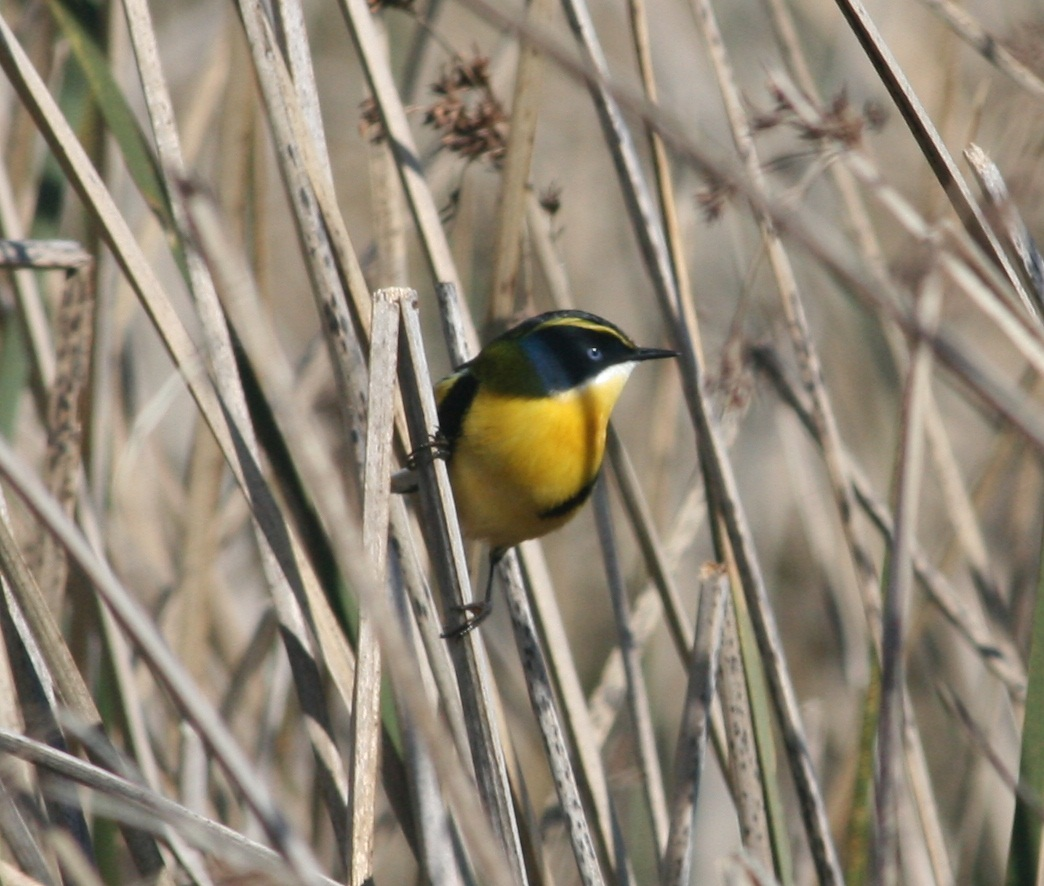
Tyranneau omnicolore (Tachuris rubrigastra).